# Barrio Los Aromos
Barrio Los Aromos est une banlieue de l'Uruguay située dans le département de Maldonado. Sa population est de 633 habitants.
Elle est une partie de la ville de Maldonado et elle confine avec la banlieue Cerro Pelado à l’est.

## Population
| Année | Population |
| ----- | ---------- |
| 1963  | 55         |
| 1975  | 113        |
| 1985  | 145        |
| 1996  | 427        |
| 2004  | 633        |

,